# Joodse begraafplaats (Bussum)
De Joodse begraafplaats in Bussum is gelegen op een apart deel van de oude begraafplaats van Naarden aan de Amersfoortsestraatweg in het Brediuskwartier. Er staan zo'n 200 grafstenen. Ze werd aanvankelijk gebruikt door de Joden van Naarden en later door de Joden van Bussum.

## De begraafplaats
De oude begraafplaats van Naarden ligt in feite op Bussums grondgebied. Deze begraafplaats, waar de Joodse begraafplaats deel van uitmaakt, bestaat al sinds 1830. Het Joodse deel is nog niet zo oud. Het werd in 1917 aangelegd en werd gebruikt door zowel de Joden van Bussum als van Naarden. De begraafplaats ligt ook precies tussen beide plaatsen in. Op de begraafplaats staat ook een metaheerhuis (het wordt een baarhuisje genoemd, maar dat is in feite een mortuarium en dat kennen de Joden niet). Dit staat op de monumentenlijst, samen met het toegangshek en twee houten grafmonumenten. Dit soort grafmonumenten is tamelijk uniek, omdat ze normaliter zeer snel vergaan. Hout was echter een goedkoop alternatief naast steen, zeker in de tijd dat grafstenen nog met de hand werden uitgebeiteld. Daarnaast is er een monument voor de slachtoffers van de Tweede Wereldoorlog. Diverse graven zijn aangemerkt als een rijksmonument door de Rijksdienst voor het Cultureel Erfgoed.

## Joden in Naarden en Bussum

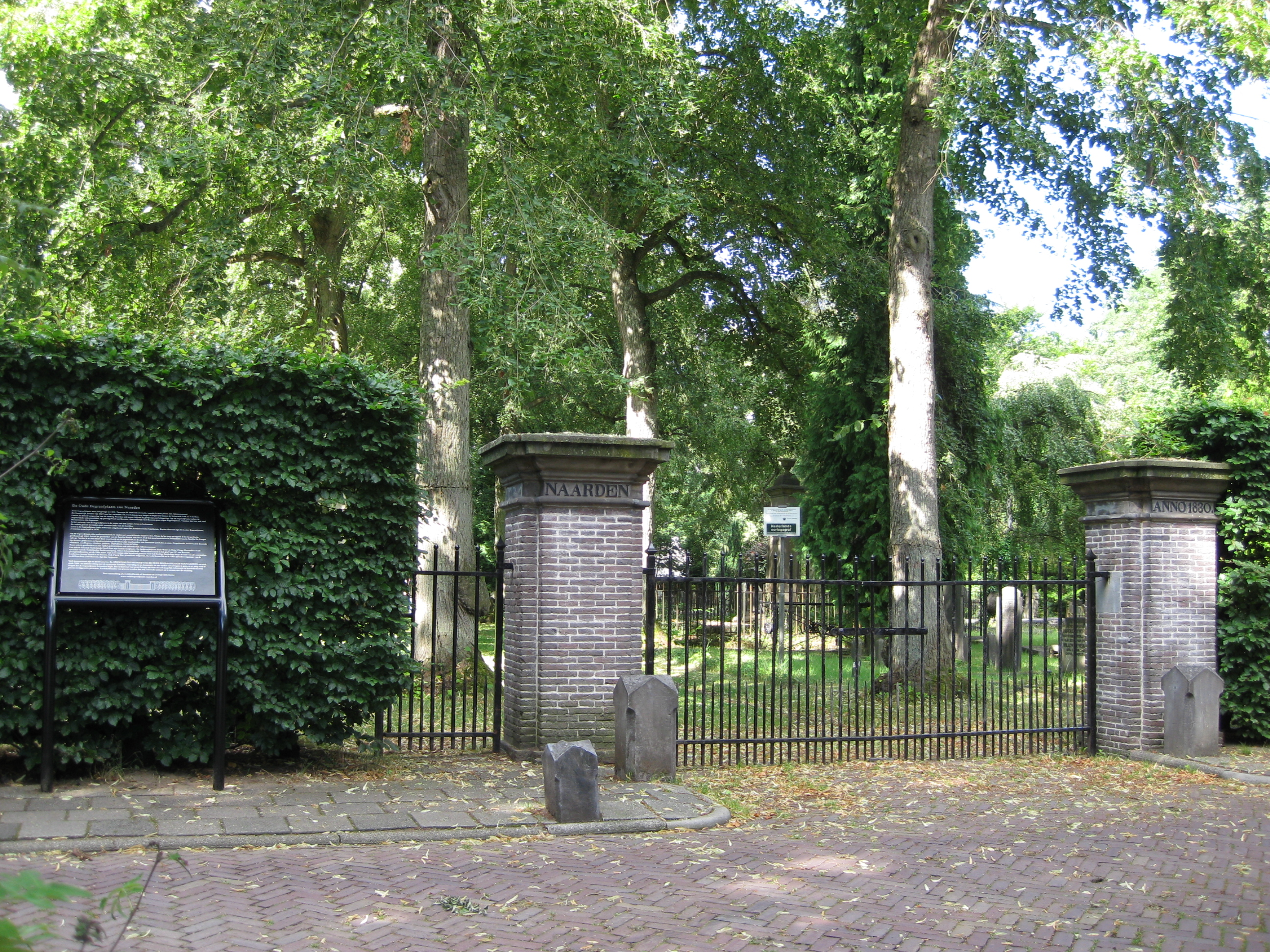
Begraafplaatshek oostzijde (rijksmonument)

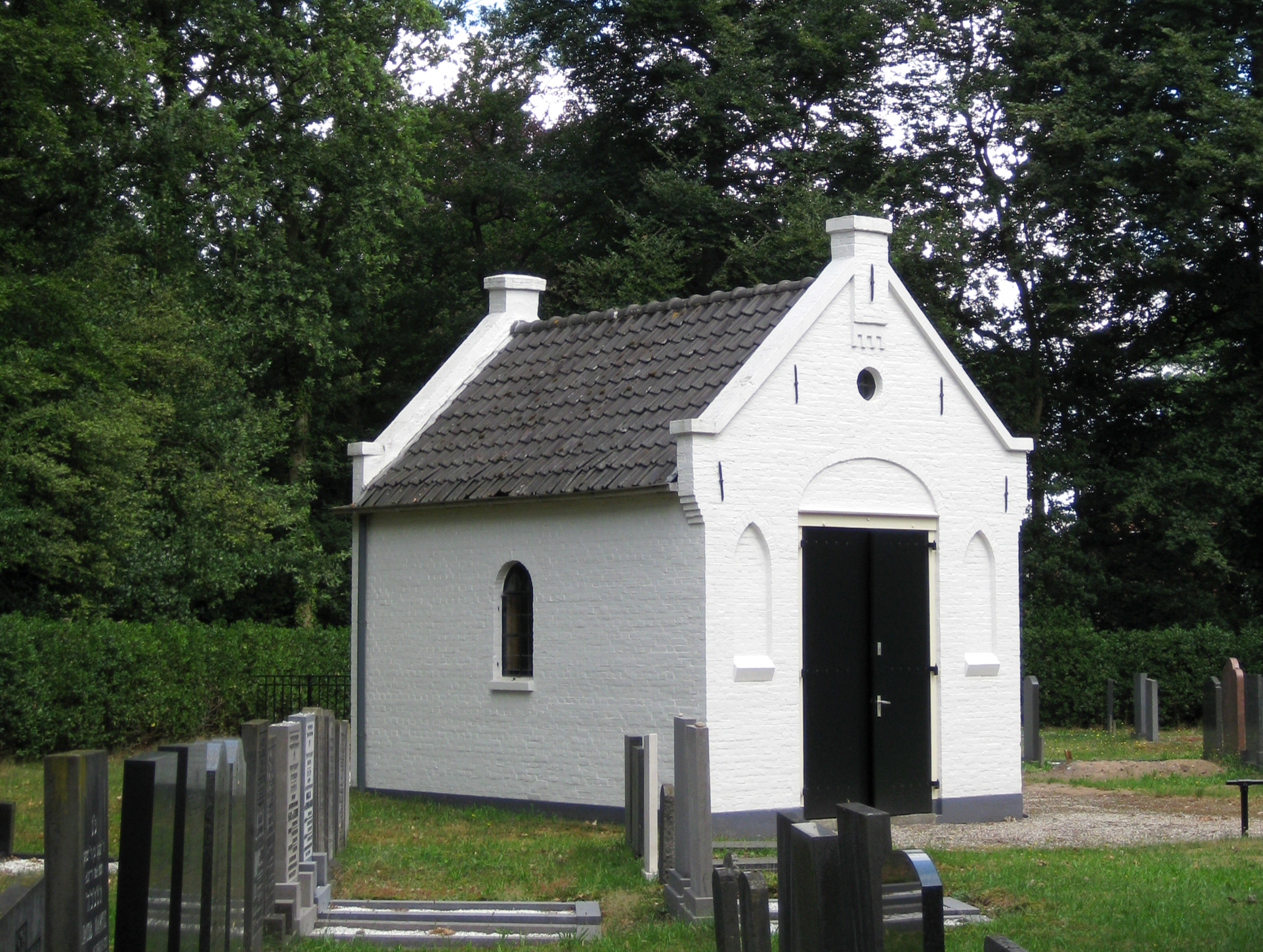
Metaheerhuisje (rijksmonument)

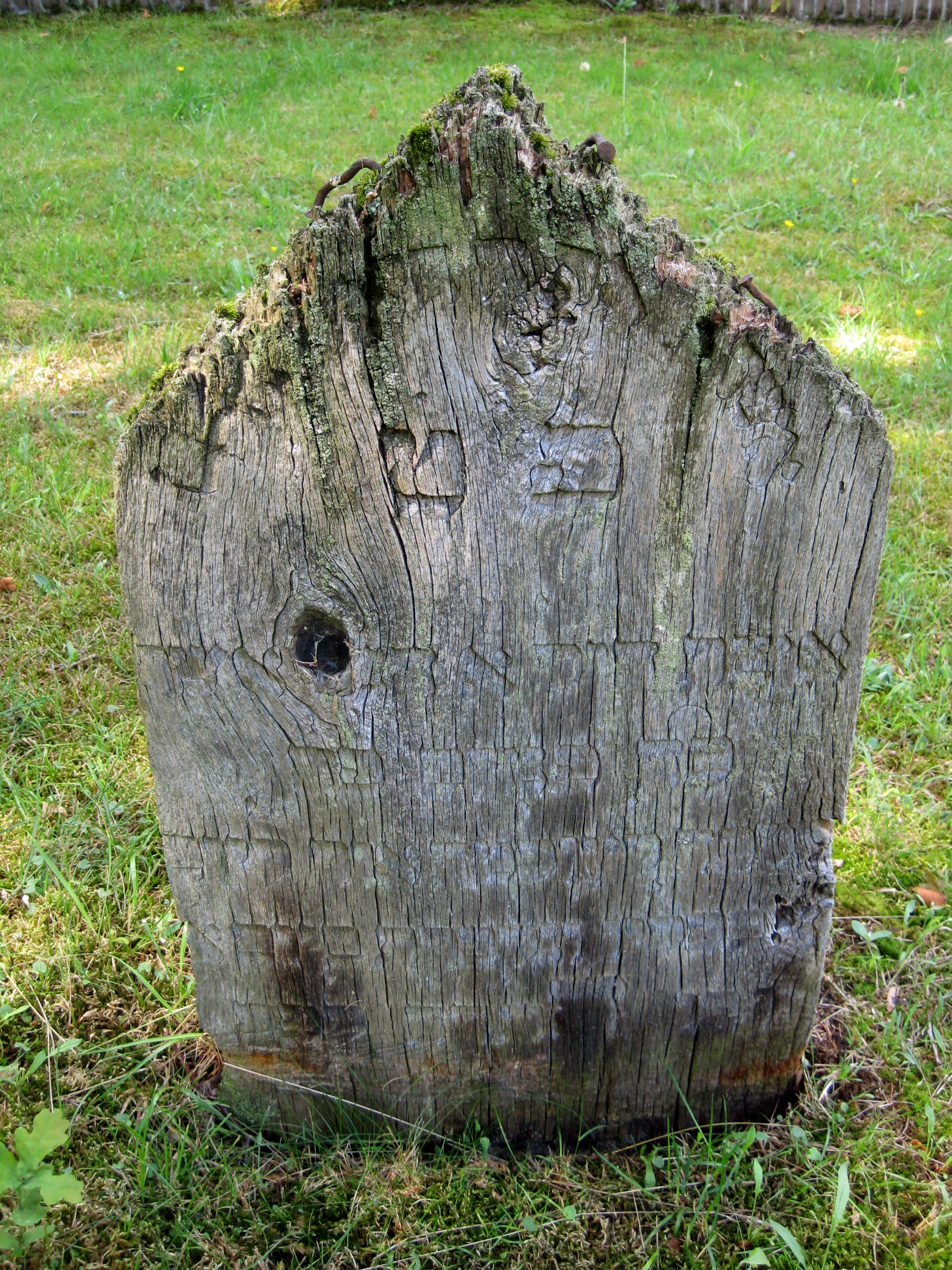
Houten grafmonument (rijksmonument)

De geschiedenis begint in Naarden. Omdat Naarden nog steeds de eigenaar van de begraafplaats is, wordt deze plaats als eerste genoemd.

### Joden in Naarden
In eerste instantie waren het voornamelijk Sefardische Joden die in Naarden woonden. Zij vestigden zich in de zeventiende eeuw in Naarden, nadat ze uit Amsterdam waren vertrokken. Tot 1825 werden de doden in Amsterdam begraven, bijvoorbeeld op Beth Haim. Daarna kregen de Joden een eigen begraafplaats aan de Kloosterstraat. In de gevel van Kloosterstraat 78 is nog een davidster te zien, die herinnert aan deze begraafplaats. Of en wanneer deze begraafplaats is geruimd is niet helemaal duidelijk. Het is wel duidelijk dat de Sefardische Joden steeds minder in aantal werden en dat de synagoge aan de Gansoordstraat in 1887 werd overgedragen aan de Asjkenazische Joden. Deze synagoge raakte in verval. In 1933 werd de gemeente opgeheven.

### Joden in Bussum
Bussum heeft vandaag de dag nog een grote Joodse gemeente met meer dan 100 leden. De gemeente ontstond aan het begin van de twintigste eeuw, toen de Joodse gemeente van Naarden ernstig slonk. Waar Naarden haar synagoge moest sluiten, kreeg Bussum een eigen synagoge, tot grote woede van Naarden. De Tweede Wereldoorlog raakte de jonge Gemeente hard: van de oorspronkelijke joodse bevolking van Bussum is meer dan de helft in de concentratiekampen omgekomen. Na de oorlog raapte de Gemeente zich bijeen en krabbelde overeind. De synagoge aan de Kromme Englaan werd in de jaren 50 vergroot en in de jaren 80 gerestaureerd. Bussum kreeg nooit een eigen begraafplaats, maar gebruikt tot op de dag van vandaag die van Naarden.